# LNFA Femenina 2015
La LNFA Femenina 2015 è stata la 5ª edizione del campionato di football americano femminile di primo livello, organizzato dalla FEFA.

## Squadre partecipanti
| Club                   | Città                     | Stadio | Sponsor ufficiale | Risultato nella stagione 2014 |
| ---------------------- | ------------------------- | ------ | ----------------- | ----------------------------- |
| Barberá Rookies        | Barberà del Vallès        |        |                   |                               |
| Barcelona Búfals       | Barcellona                |        |                   |                               |
| Las Rozas Black Demons | Las Rozas de Madrid       |        |                   |                               |
| L'Hospitalet Pioners   | L'Hospitalet de Llobregat |        |                   |                               |
| Terrassa Reds          | Terrassa                  |        |                   |                               |
| Zaragoza Hurricanes    | Saragozza                 |        |                   |                               |

## Stagione regolare

### Calendario

#### 1ª giornata
| 7 febbraio 2015, ore 17:00 | Terrassa Reds | 33 – 6 | L'Hospitalet Pioners |  |

| 8 febbraio 2015 | Las Rozas Black Demons | 25 – 6 | Barberá Rookies |  |

| 8 febbraio 2015 | Barcelona Búfals | 43 – 13 | Zaragoza Hurricanes |  |

#### 2ª giornata
| 22 febbraio 2015 | Barcelona Búfals | 12 – 13 | Terrassa Reds |  |

| 22 febbraio 2015 | Zaragoza Hurricanes | 0 – 19 | Las Rozas Black Demons |  |

| 22 febbraio 2015, ore 11:00 | Barberá Rookies | 32 – 0 | L'Hospitalet Pioners |  |

#### 3ª giornata
| 8 marzo 2015 | Barberá Rookies | 27 – 19 | Barcelona Búfals |  |

| 8 marzo 2015 | L'Hospitalet Pioners | 6 – 44 | Las Rozas Black Demons |  |

| 8 marzo 2015 | Terrassa Reds | 26 – 12 | Zaragoza Hurricanes |  |

#### 4ª giornata
| 19 aprile 2015 | Las Rozas Black Demons | 20 – 6 | Barcelona Búfals |  |

| 19 aprile 2015 | L'Hospitalet Pioners | 33 – 6 | Zaragoza Hurricanes |  |

| 19 aprile 2015 | Terrassa Reds | 18 – 26 | Barberá Rookies |  |

#### 5ª giornata
| 10 maggio 2015 | Barcelona Búfals | 41 – 6 | L'Hospitalet Pioners |  |

| 10 maggio 2015 | Zaragoza Hurricanes | 6 – 38 | Barberá Rookies |  |

| 10 maggio 2015 | Las Rozas Black Demons | 19 – 12 | Terrassa Reds |  |

### Classifica
La classifica della regular season è la seguente:
- PCT = percentuale di vittorie, G = partite giocate, V = partite vinte,  P = partite perse, PF = punti fatti, PS = punti subiti

| Pos. | Squadra                | PCT   | G | V | N | P | PF  | PS  |
| ---- | ---------------------- | ----- | - | - | - | - | --- | --- |
| 1    | Las Rozas Black Demons | 1.000 | 5 | 5 | 0 | 0 | 127 | 30  |
| 2    | Barberá Rookies        | .800  | 5 | 4 | 0 | 1 | 130 | 68  |
| 3    | Terrassa Reds          | .600  | 5 | 3 | 0 | 2 | 102 | 76  |
| 4    | Barcelona Búfals       | .400  | 5 | 2 | 0 | 3 | 121 | 79  |
| 5    | L'Hospitalet Pioners   | .100  | 5 | 1 | 0 | 4 | 51  | 156 |
| 6    | Zaragoza Hurricanes    | .000  | 5 | 0 | 0 | 5 | 37  | 159 |

## V Final de la LNFA Femenina
| 13 giugno 2015 | Las Rozas Black Demons | 38 – 26 | Barberá Rookies |  |

## Verdetti
- Las Rozas Black Demons Campionesse della Spagna 2015